# Muti
Muti är en form av traditionell medicin i Sydafrika.  

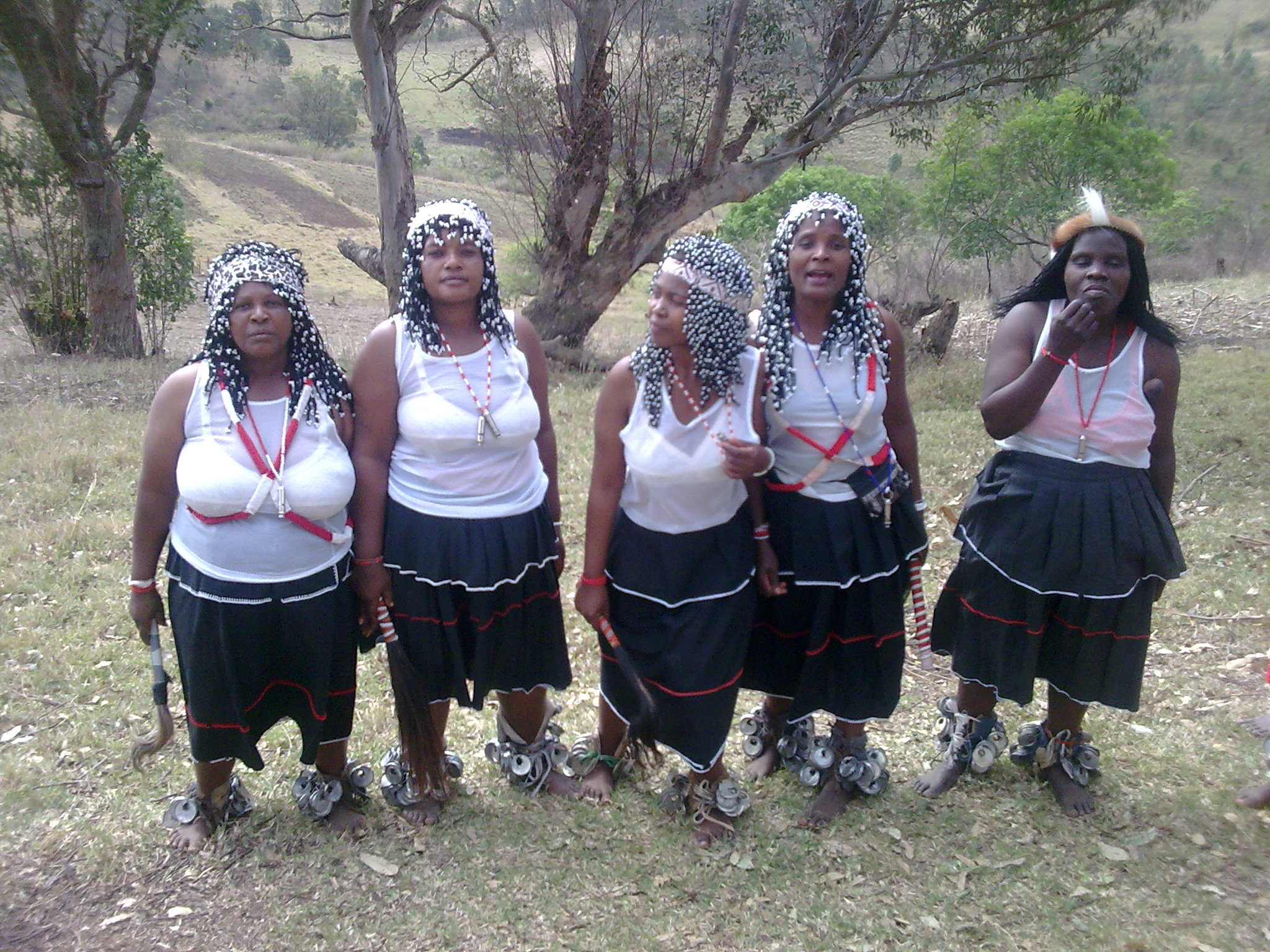
Fem stycken Sangomas i samband med en ceremoni, Umgido, i Zululand 2008.

## Betydelse
Ordet kommer från zuluspråket, och betyder egentligen "träd", men har kommit att bli ett slanguttryck för medicin i största allmänhet.

## Traditionell medicin
Även om ordet muti egentligen betyder "träd", så har termen kommit att användas som benämning på folkmedicin som även innehåller andra ingredienser än sådana som har botaniskt ursprung. De personer som har ordinerat muti har ofta kallats för Sangomas.